# Trichonta hungarica
Trichonta hungarica är en tvåvingeart som beskrevs av Landrock 1925. Trichonta hungarica ingår i släktet Trichonta och familjen svampmyggor. Inga underarter finns listade i Catalogue of Life.